# Marc Nelson (artiste)
Marc Nelson est un artiste et professeur d'arts américain. Il est connu pour ses œuvres représentant des civils victimes du conflit en Syrie, notamment des prisonniers politiques, détenus d'opinion et victimes de disparition forcée du système carcéral syrien. Il a notamment peint une série de portraits du militant Mazen al-Hamada, partagés sur les réseaux sociaux après sa disparition forcée.

## Biographie
Marc Nelson est titulaire d’une maîtrise en art de l’Eastern Illinois University. Il est professeur d’arts plastiques au collège de Kewanee, dans l’Illinois. Ses productions artistiques se concentrent sur la guerre. Il est récompensé pour ses peintures de scènes de l’Holocauste. Le conflit en Syrie le conduit à la production de nombreuses pièces montrant les atrocités qui s’y déroulent.
En 2016, il décide de consacrer ses œuvres aux victimes civiles en Syrie, en interprétant en dessin ou croquis des photos de scènes de souffrance incluant des civils dans la guerre civile syrienne, particulièrement des enfants, et en les partageant sur les réseaux sociaux. Il reproduit notamment des photographies prises lors des sauvetages effectués par les Casques Blancs après les frappes aériennes sur Alep.
Marc Nelson se déclare traumatisé par le visionnage des photographies exfiltrées par le photographe légiste César, et ajoute que presque personne n'a conscience des crimes et violations qui sont en train de se dérouler, et il estime important d'évoquer le sort des milliers de détenus et disparus dans les prisons syriennes. Il représente les corps suppliciés, marqués par la torture, en dessin et en sculpture.
Après la disparition forcée de Mazen al-Hamada aux mains des services de renseignement syriens en février 2020, Marc Nelson publie régulièrement des portraits de celui qu'il considère comme son ami.

## Articles Connexes
- Mazen al-Hamada
- Prisons et centres de détention en Syrie
- César (photographe syrien)
- Casques blancs (Syrie)